# 西索瓦·瓦差亚冯
西索瓦·瓦差亚冯亲王（1891年9月13日—1972年1月30日），柬埔寨政治人物，1947年到1948年任柬埔寨首相。